# 利倉幸一
利倉 幸一（としくら こういち、1905年6月7日 - 1985年10月26日）は、日本の演劇評論家、演劇出版社社長。筆名に勝利蔵、志賀谷造がある。

## 来歴
京都府京都市出身。同志社大学を中退して武者小路実篤の「新しき村」に参加、その後歌舞伎を中心とした演劇ジャーナリストとなり、1950年久保田万太郎の勧めで雑誌『演劇界』を復刊、編集長となり、社長。1971年、紫綬褒章受章、1976年長谷川伸賞受賞、1980年『続々歌舞伎年代記 坤の巻』で河竹賞受賞、勲三等瑞宝章受章。

## 著書
- 『支倉常長考』建設社出版部 1941
- 『残滴集』演劇出版社 1982

### 共編著
- 『舞踊芸話』坂東三津五郎（7代）（編）建設社 1937
- 『浄瑠璃所作事全覧』坂東簑助（8代三津五郎）編 建設社 1937
- 『歌舞伎』伊原青々園共著 弘文堂書房 1943
- 『三世中村時蔵』（編）演劇出版社 1961
- 『続々歌舞伎年代記 坤の巻』（編著）演劇出版社 1979